# Кафана Златна моруна
Кафана „Златна моруна“ била је кафана која је ушла у историју као зборно место младобосанских револуционара, који су били настањени у околним улицама Београда. Кафана се налази на углу улица Каменичке (заправо - улице Зелени венац) и Краљице Наталије, прекопута пијаце Зелени Венац. Адреса јој је Улица краљице Наталије 2. Зграда је саграђена 1905. године.

## Историјат
Деведесетих година 19. века, испред кафане, продавала се речна риба, моруна и сом, која је допремана са Ђердапа.
Због близине реке и пијаце у „Златну моруну” су често свраћали радници, трговци, занатлије, гимназијалци.
Априла 1906. године, овде је основано Радничко топографско певачко друштво „Јединство.”
У Златну моруну је на име Недељка Чабриновића из Босне стигло писмо са белешком загребачког листа Србобран о доласку Франца Фердинанда у Сарајево. Тако је име кафане ушло у историју као полазна тачка три младобосанца (Трифко Грабеж, Гаврило Принцип и Недељко Чабриновић), који су у светску историју ушли као главни спроводиоци сарајевског атентата на Видовдан 1914.
После Другог светског рата дуго је радила је као кафана "Триглав".
У периоду од 2002. до 2013. у локалу је радила кладионица а потом продавница кинеске робе.
Обнављање кафане је почело крајем 2013. године, и радила је под враћеним називом "Златна моруна" неколико година, а потом локал постаје опет кинеска продавница.